# Au'Diese Toney
Au'Diese Mavaire Toney (Birmingham, 12 novembre 1999) è un cestista statunitense.